# Rahlau
Die Rahlau ist ein Bach im Hamburger Stadtgebiet. Er entspringt nördlich von Hamburg-Tonndorf an der Grenze mit Rahlstedt und mündet in Wandsbek in die Wandse.

## Verlauf

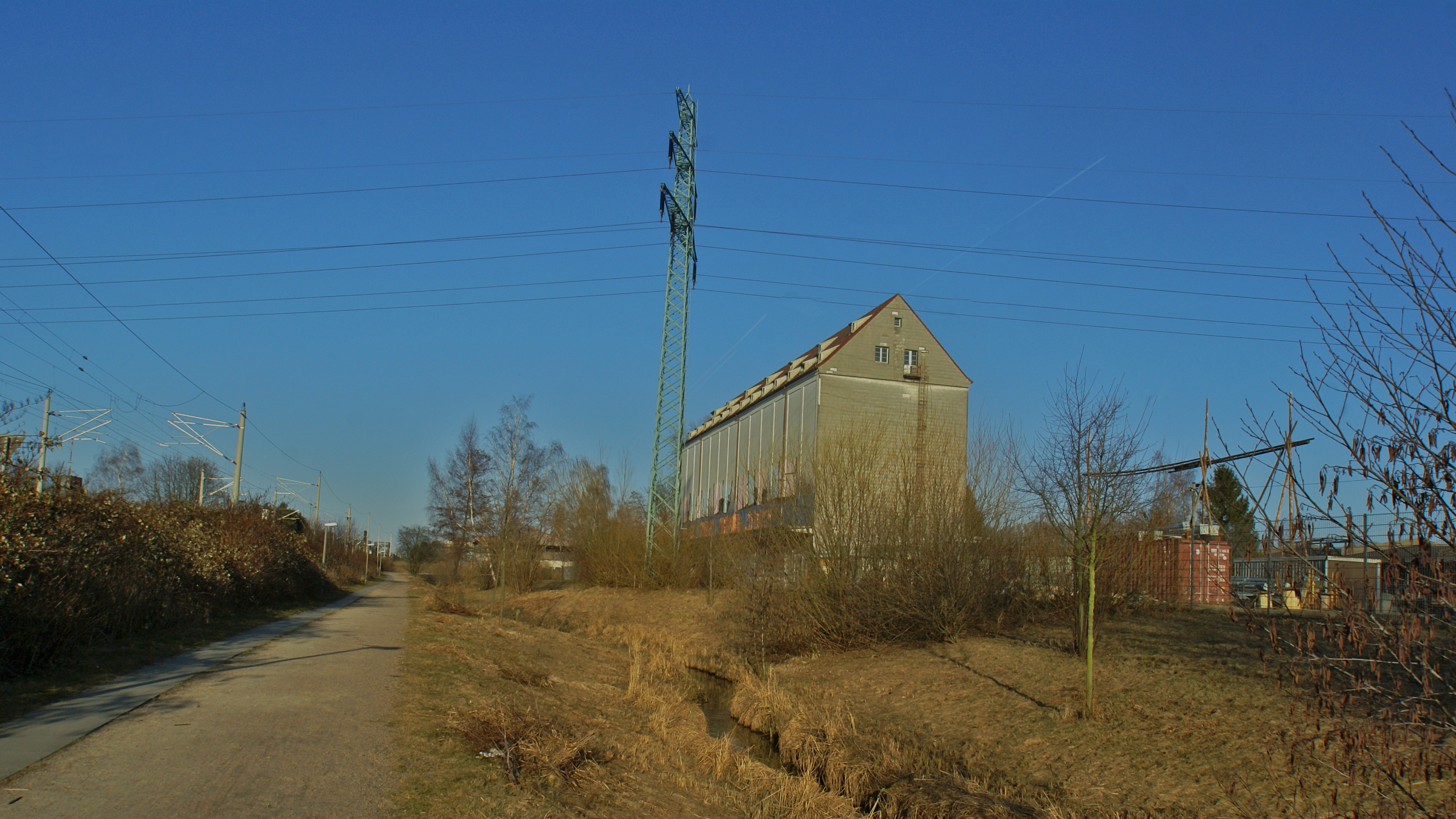
Die Rahlau beim Doraustieg in Tonndorf

Im Unterlauf war die Rahlau parallel an der Wandse kanalisiert. Ab 2004 ist sie dort von einer Gruppe von Künstlern und Naturschützern und später vom Naturschutzbund Deutschland (NABU) renaturiert worden und dient jetzt als Fischweg für die aufgestaute Wandse.
Die Rahlau bildet die Grenze zwischen Jenfeld und Tonndorf. Sie durchfließt oder berührt die Gebiete folgender Hamburger Stadtteile:
- Rahlstedt
- Jenfeld
- Tonndorf
- Wandsbek